# Klampis Ngasem
Klampis Ngasem is een bestuurslaag in het regentschap Soerabaja van de provincie Oost-Java, Indonesië. Klampis Ngasem telt 20.396 inwoners (volkstelling 2010).